# Radulphius strandi
Radulphius strandi là một loài nhện trong họ Miturgidae.
Loài này thuộc chi Radulphius. Radulphius strandi được Lodovico di Caporiacco miêu tả năm 1947.